# 布里约
布里约（法語：Brieux，法語發音：[bʁijø] ⓘ）是法国奥恩省的一个市镇，位于该省北部，属于阿让唐区。

## 地理
布里约（48°50'13"N, 0°5'30"W）面积5.17 平方千米，位于法国诺曼底大区奧恩省，该省份为法国西北部内陆省份，北起顺时针与卡爾瓦多斯省、厄尔省、厄尔-卢瓦省、萨尔特省、马耶讷省和芒什省接壤。
与布里约接壤的市镇（或旧市镇、城区）包括：维尼亚、巴约勒、梅里、蒙塔巴尔、内西。
布里约的时区为UTC+01:00、UTC+02:00（夏令时）。

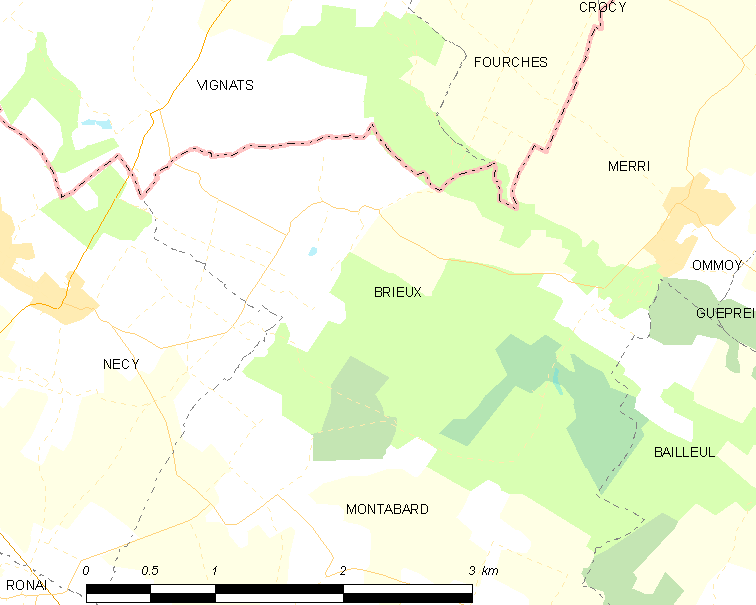
布里约的OSM定位图

## 行政
布里约的邮政编码为61160，INSEE市镇编码为61062。

## 政治
布里约所属的省级选区为阿让唐第一县。

## 交通
奥恩省省道D245线和D716线在境内交汇。

## 人口

1962-2008年间布里约人口变化图示

布里约于2022年1月1日时的人口数量为89人。